# Бингьол (хребет)
Бингьол (на турски: Bingöl Dağları – планина с хиляди езера) е планински хребет в Източна Турция, разположен в западната част на Арменската планинска земя, на северозапад от езерото Ван. Простира се от запад на изток на протежение над 100 km и представлява изпъкнала на юг дъга. Максималната му височина връх Бингьол 3250 m се издига в западната му част, от северното подножие на който води началото си река Аракс (десен приток на Кура, от басейна на Каспийско море. Над сравнително полегатите му склонове се извисява рязко очертания му гребен с алпийски релеф. Има множество древни ледникови езера. Южните му склонове се спускат стръмно към Бингьолската котловина, по която протича участък от горното течение на река Мурат (ляв приток на Ефрат). Освен река Аракс от северните му склонове извират реките Херонек (Хънъс) и Мунзур, десни притоци на Мурат. Растителността е бедна и е от фригановиден тип. През централната му част през седловина висока 2030 m преминава участък от шосето от Ерзурум за Муш